# استیون بریل (نمایشنامه‌نویس)
استون بریل (انگلیسی: Steven Brill؛ زادهٔ ۲۷ مهٔ ۱۹۶۲) هنرپیشه، فیلم‌نامه‌نویس، کارگردان و تهیه‌کننده اهل ایالات متحده آمریکا است. وی از سال ۱۹۸۹ میلادی تاکنون مشغول فعالیت بوده‌است.

## فیلم‌شناسی
- به دریا رفتن (۱۹۸۹)
- بدون پارو (۲۰۰۴)
- دریلبیت تیلور (۲۰۰۸)
- جو دِرْت (۲۰۰۱)
- آقای دیدز (۲۰۰۲)
- فیلم ۴۳ (۲۰۱۳)
- گام شرمسارانه (۲۰۱۴)